# La plus précieuse des marchandises
La plus précieuse des marchandises er en fransk animationsfilm fra 2024 af Michel Hazanavicius.

## Medvirkende
- Jean-Louis Trintignant
- Grégory Gadebois
- Denis Podalydès
- Dominique Blanc